# Aeroplane and Armament Experimental Establishment
Das Aeroplane and Armament Experimental Establishment (A&AEE) war eine von 1918 bis 1992 bestehende britische militärische Luftfahrt-Forschungseinrichtung.

## Geschichte
Im Jahr 1917 wurde die Experimental Aircraft Flight der Central Flying School in Wiltshire nach Martlesham in Suffolk verlegt. Am 16. Januar 1917 war die offizielle Eröffnung des Martlesham Heath Airfield als ein Flugplatz für Versuchsflugzeuge. Die Einheit wurde anschließend in Aeroplane Experimental Unit, Royal Flying Corps umbenannt. Nach dem Ersten Weltkrieg blieb der Platz weiter in Verwendung, wurde jedoch wieder umbenannt in Aeroplane and Armament Experimental Establishment der Royal Air Force (A&AEE).
Nach Ausbruch des Zweiten Weltkriegs wurde das A&AEE, wegen der Nähe von Martlesham Heath zur Ostküste Englands und der damit einhergehenden Gefährdung durch deutsche Bombenangriffe, auf einen neuen Platz nach Boscombe Down inmitten der Salisbury Plain, verlegt. Der Flugplatz wurde dann als RAF Boscombe Down bezeichnet.
Bis Mitte September 1939 waren etwa 50 Flugzeuge und das zugehörige militärische und zivile Personal in Boscombe angekommen. Man erklärte die Einrichtung am 20. September für einsatzbereit, obwohl noch keine Möglichkeiten bestanden Flugzeugbewaffnungen über Versuchsplätzen zu testen. Der Platz in Boscombe war als ein regionales Kontrollzentrum für das RAF Bomber Command eingerichtet worden. Auch die Blindflugschulungs- und Entwicklungseinheit wurde dort im September aufgestellt. Jedoch gab es nur eine Graspiste für Starts und Landungen, eine kleine befestigte Abstellfläche, einen neuen und fünf Hangars aus der Zeit vor 1930 und ein paar weitere feste Bauten. Die Bautätigkeit während des Krieges war nicht ausreichend daran wesentliches zu ändern. So wurde eine Beton-Startbahn, die als wichtig für den Betrieb schwerer Versuchsflugzeuge angesehen wurde, erst Anfang 1945 fertiggestellt.
Während des Kriegs übernahm die A&AEE zusätzliche Aufgaben wie die Erprobung von Waffen sowie Leistungs- und Abnahmeüberprüfungen für alle neuen Einsatzflugzeuge. Weiterhin gehörten zu den durchzuführenden Arbeiten auch die Entwicklung von Entfeuchtungseinrichtungen für Cockpitscheiben und von Flammendämpfern für nachts eingesetzte Flugzeuge.
Im Jahr 1946 wurde das A&AEE, wie auch andere militärische Forschungseinrichtungen dem Ministry of Supply unterstellt. 1950 wurde ihm das Airborne Forces Experimental Establishment angegliedert. Nachdem das Ministry of Supply 1950 aufgelöst worden war, wechselte das A&AEE zum Ministry of Aviation, dann 1967 zum Ministry of Technology, 1970 zum Ministry of Aviation Supply und schließlich 1971 zum Ministry of Technology.
Das A&AEE war an vielen bedeutenden Entwicklungen der britischen Luftfahrtindustrie beteiligt. Besonders zu nennen sind die seit dem Zweiten Weltkrieg durchgeführten Erprobungen vieler Flugzeuge der britischen Streitkräfte. Darunter waren die Erstflüge der English Electric P.1, dem direkten Vorgänger der English Electric Lightning und der BAC TSR.2. Auf dem Gelände befand sich außerdem auch die School of Aviation Medicine. Zu den besonderen Vorteilen des A&AEE gehörten die Testeinrichtungen, wie etwa ein Windkanal, in dem Geschwindigkeiten bis 640 km/h erreicht werden konnten und ein großer Hangar zur Simulation extremer Umweltbedingungen, wo z. B. Temperaturen von −40 bis +50 °C und eine Luftfeuchtigkeit bis zu 100 % erreicht werden konnte. Außerdem war eine Wiegebrücke zur Bestimmung des Gewichts und des Schwerpunkts für Flugzeuge bis 135 t verfügbar.
Im Jahr 1992, als die Verantwortung für experimentelle Arbeiten an die Defence Research Agency (DRA) überging, wurde das Aeroplane and Armament Experimental Establishment in Aircraft and Armament Evaluation Establishment umbenannt. Die Verantwortung für das Gelände übernahm 1993 die Defence Test and Evaluation Organisation (DTEO) von der MoD Procurement Executive. 1995 wurde die Defence Evaluation and Research Agency (DERA) Eigentümer der Einrichtungen. Im Jahr 2001 erfolgte eine Teilung der DERA in zwei separate Organisationen: eine war das Defence Science and Technology Laboratory (DSTL), das weiterhin zur staatlichen Verwaltung gehörte, aus dem Rest wurde ein Teil von QinetiQ, dessen Beschäftigte in Boscombe Down damit ihren Status als Beschäftigte des öffentlichen Dienstes verloren.

## Organisation
Während der Kriegszeit war der Flugzeugbestand des A&AEE in zwei Staffeln (Squadrons) organisiert, die wiederum in Flights aufgeteilt waren. Der Auftrag war die Erprobung neuer Baumuster und neuer Bewaffnung. Während des Zweiten Weltkriegs waren hier regelmäßig über 150 Flugzeuge, meistens Prototypen oder Flugzeuge zur Waffenentwicklung, stationiert. Zwar wurde die Station von der RAF betrieben und verwaltet, das technische Büro gehörte jedoch zum Air Ministry. Die Struktur war im Einzelnen:
Performance Testing Squadron
drei Vorkriegs-Flights + eine während des Krieges aufgestellte.
- A Flight (A per T, Jagdflugzeuge)
- B Flight (B per T, Bombenflugzeuge)
- C Flight
- D Flight

Diese wurden 1944 als Squadron A bis D reorganisiert.
Armament Testing Squadron
drei Flights
- A (Gunnery) Flight
- B (Bombing) Flight
- C (Special Duty Flight)

Die Flights A und B wurden 1944 in die Squadrons A und B eingegliedert. Die Iststärke der A-Squadron lag Anfang 1946 bei etwa 20 Maschinen zu denen Gloster Meteor Mk.III und Mk.IV, neuere Varianten der Supermarine Spitfire und eine Reihe von Hawker Tempest gehörten.
Andere
- High Altitude Flight
- Intensive Flying Development Unit
- Gun Proofing Flight
- BATDU/WIDU/109 Squadron (1939–1942)

Angeschlossene Einheiten
- No. 58 Squadron RAF
- No. 56 Squadron RAF
- No. 249 Squadron RAF
- Handling Flight CFS
- Bomber Development Unit

## Kommandierende Offiziere
- Group Captain B. McEntegart
- Group Captain Ralph Sorley
- Air Commodore R. B. Mansell
- Air Commodore A. Greig
- Air Commodore John Boothman – Boothman war ein Vorkriegspilot beim A&AEE
- Air Commodore H. P. Fraser